# جون كلينتون بورتر
جون كلينتون بورتر (بالإنجليزية: John Clinton Porter)‏ هو سياسي أمريكي، ولد في 4 أبريل 1871 في ليون في الولايات المتحدة، وتوفي في 27 مايو 1959 في لوس أنجلوس في الولايات المتحدة. حزبياً، نشط في الحزب الديمقراطي. وقد انتخب عمدة لوس أنجلوس ‏ (1 يوليو 1929 – 1 يوليو 1933).

## روابط خارجية
- جون كلينتون بورتر على موقع IMDb (الإنجليزية)
- جون كلينتون بورتر على موقع إن إن دي بي (الإنجليزية)